# Julen Rementería
Julen Rementería del Puerto (Veracruz, México, 23 de julio de 1961) es un político mexicano afiliado al Partido Acción Nacional. Es senador representando al estado de Veracruz de Ignacio de la Llave por primera minoría del periodo 2018-2024 y desde el 22 de abril de 2021 es el coordinador de los senadores del grupo parlamentario del Partido Acción Nacional y por ende líder de la oposición en el senado.
A lo largo de su trayectoria profesional, ha ocupado diversos cargos políticos. Desde 1997, ha ocupado diversos cargos políticos, incluyendo regidor del Ayuntamiento de Veracruz de 1997 a 2000, diputado local en la LIX Legislatura del Congreso del Estado de Veracruz de 2000 a 2004, presidente municipal de Veracruz de 2005 a 2007, Coordinador General de Centro de la Secretaría de Comunicaciónes y Transportes de 2008 a 2011, diputado local nuevamente de 2013 a 2016, y secretario de Infraestructura y Obras Públicas de 2016 a 2018.

## Vida privada
Julen Rementería nació en Veracruz el 23 de julio de 1961, está casado con Pamela Molina desde la década de los 80 y con ella tuvo cuatro hijo Bingen, Iker, Imanol y Ander.

## Carrera política
Fue regidor del Ayuntamiento de la ciudad de Veracruz de 1997 a 2000.
También fue diputado local en LIX Legislatura del Congreso del Estado de Veracruz por el XVII Distrito local del 5 de noviembre de 2000 al 22 de enero de 2004, ya que pidió licencia para contender por la presidencia municipal de Veracruz y siendo sustituido por José Vicente Ramírez Martínez.
Fue presidente municipal de Veracruz del 1 de enero de 2005 al 31 de diciembre de 2007.
En 2008 el presidente Felipe Calderón Hinojosa lo nombró Coordinador General de Centro de la Secretaría de Comunicaciónes y Transportes pero renunció en 2011. 
Volvió a ser Diputado local en la LXIII Legislatura del Congreso del Estado de Veracruz por representación proporcional de 2013 a 2016.
El 1 de diciembre de 2016 fue designado por el gobernador de Veracruz Miguel Ángel Yunes Linares como titular de la Secretaría de Infraestructura y Obras Públicas. El 8 de febrero de 2018 renunció a la secretaría para ser candidato a senador por Veracruz de 2018 a 2024. El primero julio 2018 gana una Senaduría del Estado de Veracruz además de Rocío Nahle García y Ricardo Ahued Bardahuil de Morena.

### Diputado local
Fue electo como diputado local por la vía de representación proporcional plurinominal por el Partido Acción Nacional (PAN) en las elecciones estatales de Veracruz de 2013.
| Comisiones y comités a los que perteneció                                                    | Comisiones y comités a los que perteneció | Comisiones y comités a los que perteneció |
| Comisión o Comité                                                                            | Puesto                                    |                                           |
| -------------------------------------------------------------------------------------------- | ----------------------------------------- | ----------------------------------------- |
| Comisión de Hacienda del Estado                                                              | Secretario                                |                                           |
| Comisión de Protección Civil                                                                 | Presidente                                |                                           |
| Comisión de Vigilancia                                                                       | Vocal                                     |                                           |
| Comisión Especial de Vinculación en el Rescate del Centro Histórico de la Ciudad de Veracruz | Vocal                                     |                                           |

### Senador

Julen Rementería en el pleno del Senado de México.

Fue electo como senador en las elecciones federales de México de 2018 representando al estado de Veracruz junto a Rocío Nahle García y Ricardo Ahued Bardahuil por el principio de minoría; siendo postulado por la coalición Por México al Frente —integrada por el Partido Acción Nacional (PAN), el Partido de la Revolución Democrática (PRD) y Movimiento Ciudadano (MC)— junto a Yasmín Copete Zapot pero quedando en segundo lugar de las elecciones, tomando protesta el 1 de septiembre de 2018 para las LXIV y LXV legislaturas que concluirá el 30 de julio de 2024. Se sabe que es parte de la oposición al gobierno presidencial de Andrés Manuel López Obrador y los grupos parlamentarios de Movimiento Regeneración Nacional (Morena), Partido del Trabajo (PT), Partido Encuentro Social (PES) y el Partido Verde Ecologista de México (PVEM); inclusive siendo el favorito como posible sucesor de Mauricio Kuri González como líder de la oposición en el senado de México ya que este último renunció para ser candidato a la gobernador en las elecciones estatales de Querétaro de 2021.
Ha sido presidente de las comisiones de Reglamentos y Prácticas Parlamentarias; y Primera Comisión de Trabajo: Gobernación, Puntos Constitucionales y Justicia; además secretario de las comisiones de Energía; y Jurisdiccional; y miembro de las comisiones de Comunicaciones y Transportes; Puntos Constitucionales; Recursos Hidráulicos; y Anticorrupción, Transparencia y Participación Ciudadana.
| Comisiones y comités a los que pertenece                                     | Comisiones y comités a los que pertenece | Comisiones y comités a los que pertenece          |
| Comisión o Comité                                                            | Puesto                                   | Periodo                                           |
| ---------------------------------------------------------------------------- | ---------------------------------------- | ------------------------------------------------- |
| Reglamentos y Prácticas Parlamentarias                                       | Presidente                               | 6 de diciembre de 2018 - act.                     |
| Energía                                                                      | Secretario                               | 25 de septiembre de 2018 - act.                   |
| Comunicaciones y Transportes                                                 | Integrante                               | 27 de septiembre de 2018 - act.                   |
| Puntos Constitucionales                                                      | Integrante                               | 6 de diciembre de 2018 - act.                     |
| Recursos Hidráulicos                                                         | Integrante                               | 27 de septiembre de 2018 - act.                   |
| Jurisdiccional                                                               | Secretario                               | 25 de septiembre de 2018 - 6 de diciembre de 2018 |
| Anticorrupción, Transparencia y Participación Ciudadana                      | Integrante                               | 27 de septiembre de 2018 - 6 de diciembre de 2018 |
| Primera Comisión de Trabajo: Gobernación, Puntos Constitucionales y Justicia | Presidente                               | 1 de mayo de 2020 - 31 de agosto de 2020          |

## Historia electoral

### Elección como senador en 2018
|  | 48.08 % |

|  | 33.31 % |

|  | 15.23 % |

|  | 3.36 % |

|  | 100.0 % |

### Elección como presidente municipal de Veracruz
|  | 42.37 % |

|  | 26.26 % |

|  | 32.60 % |

|  | 0.05 % |

|  | 1.72 % |

|  | 100.00 % |